# City Connection
City Connection is een computerspel dat werd uitgebracht op 27 september 1985. Eerder werd dit computerspel als arcadespel uitgegeven. De bedoeling van het spel is met een autootje alle wegen een bepaalde kleur te geven. Hierbij moeten obstakels ontweken worden. Zodra alle wegen zijn gekleurd promoveert de speler naar een hoger level.

## Platforms
- Arcade (1985)
- MSX (1986)
- NES (1985)
- Wii Virtual Console (2008)

## Ontvangst
| Beoordeeld door | Platform            | Datum       | Score |
| --------------- | ------------------- | ----------- | ----- |
| All Game Guide  | NES                 | 1998        | 70%   |
| IGN             | Wii Virtual console | 27 mei 2008 | 50%   |
| Nintendo Life   | Wii Virtual console | 26 mei 2008 | 30%   |